# Kaffee. Wie eine Bohne die Welt veränderte
Kaffee. Wie eine Bohne die Welt veränderte ist ein im Jahr 1999 veröffentlichtes Sachbuch des US-amerikanischen Journalisten und Autors Mark Pendergrast.

## Inhalt
Pendergrast recherchierte für das Buch drei Jahre lang, u. a. arbeitete er als Kaffeebohnen-Erntehelfer in Guatemala. Auf dieser Grundlage beschreibt er in vier Kapiteln die Geschichte des Kaffees von den Anfängen des Frühmittelalters in Äthiopien, über die damalige arabisch-islamische Welt und Europa Ende des Spätmittelalters, bis ins 21. Jahrhundert. Dabei werden insbesondere die Mythologie um die Herkunft des Kaffees, die politischen und ökonomischen Aspekte sowie die kulturelle und soziale Bedeutung und Entwicklung aufgearbeitet.

## Rezensionen
„Die Kulturgeschichte des US-amerikanischen Wirtschaftsjournalisten Mark Pendergrast über den Kaffee sei ohne große Ankündigung eine "Streitschrift wider den Globalisierungswahn und den Hang zur Monokultur-Landwirtschaft", meint Rezensent Andreas Hergeth. Das „500 Seiten starke Buch“ enthalte, wenngleich auch etwas USA-lastig, eine gründliche Rückschau auf die Geschichte des Kaffees, von der ersten Erwähnung eines arabischen Arztes im 10. Jahrhundert über die Isolierung des Koffeins durch den Berliner Friedlieb Runge im Jahr 1819 bis zu den „Kaffeekriegen“ des 20. Jahrhunderts, berichtet Hergeth. Dabei bewahre der Autor stets einen „kritischen Blick“ für politische und ökonomische Entwicklungen und gehe auch mit der „unrühmlichen Rolle“ der USA im Kaffeehandel hart ins Gericht, lobt der Rezensent.“

„Grundsätzlich scheint Hansjörg Küster in seiner kurzen Kritik dieser Kulturgeschichte des Kaffees durchaus Qualitäten zuzusprechen – jedenfalls in der amerikanischen Originalausgabe. An der deutschen Ausgabe bemängelt er „Stilblüten“ des Übersetzers und das fehlende Register. So sei es leider nicht möglich, den „umfangreichen“ Band als Nachschlagewerk zu benutzen. Küster weist auch darauf hin, dass Pendergrast seine Monografie aus amerikanischer Sicht geschrieben hat. Zwar habe der Autor für die deutsche Ausgabe „Kapitel über Kaffee in Europa“ hinzugefügt, dennoch werde etwa der Maxwell-Konzern ausführlich beschrieben, als Nescafe.“

„Vor über tausend Jahren begann die Geschichte in Äthiopien. Dort soll Kaldi, ein Ziegenhirte, durch Zufall den Kaffeestrauch und die berauschende Wirkung seiner Früchte entdeckt haben. So erzählt es eine Legende, die der US-Wirtschaftsjournalist Mark Pendergrast mit anderen Erzählungen, Fakten und den Recherchen eigener Reisen zu einer Kulturgeschichte des Kaffees zusammengefügt hat. Pendergrast beschreibt den Siegeszug einer Frucht, die anfangs als ein dubioses Rauschmittel galt und heute neben Tabak und Alkohol das wichtigste Genussmittel unseres Kulturkreises ist, und er erledigt seine Aufgabe unterhaltsam und kenntnisreich. Pendergrast berichtet, wie die Sandinisten ihre Revolution mit der Beschlagnahme der Kaffeeplantagen stützten, wie Idi Amin seine Massaker mit den Erlösen aus dem Kaffeeexport finanzierte und wie der Erfolg der ‚Starbucks‘-Kaffeebars die Alltagskultur in den USA veränderte.“

## Ausgaben
- Kaffee. Wie eine Bohne die Welt veränderte. Edition Temmen, Berlin 2001, ISBN 3-86108-780-4 (deutsche Ausgabe)
- Uncommon Grounds: The History of Coffee and how it Transformed Our World. Basic Books (1999) ISBN 046501836X (englische Ausgabe)